# Marc Weitzmann
Marc Weitzmann (París, 5 de febrero de 1959) es un escritor y periodista francés.

## Biografía
Marc Weitzmann es hijo de actores de teatro. Nace en una familia de comunistas, crece en un suburbio obrero y su infancia transcurre en Reims y en Besançon. Ejerce diversos oficios durante su juventud (trabaja durante algún tiempo en la Seguridad social) antes de convertirse en crítico literario y más tarde en redactor en jefe de la sección literaria del semanario cultural Les Inrockuptibles entre 1995 y 2000. Tras dejar el puesto de redactor en jefe sigue escribiendo en Les Inrockuptibles hasta 2005. Vive entre París y Nueva York. A partir de 2011 es miembro del jurado del premio Saint-Germain. Ha colaborado en la revista Le Meilleur des mondes y en Le Monde des Livres. En 1988, aparece en la película de Louis Skorecki, Les Cinéphiles 2: Éric a disparu.
Presenta el programa radiofónico "Signe des temps" en la emisora France-Culture y escribe en Le Magazine littéraire y en Le Point.

## Temáticas
Los libros de Marc Weitzmann alternan ficción y no ficción. Están marcados por las relaciones familiares especialmente la relación al padre pero también por la exploración de la condición contemporánea - mundialización, terrorismo, cuestionamiento identitario, fraccionamiento social. Weitzmann tiene como principales referencias literarias a escritores como Philip Roth, Danilo Kiš o Primo Levi.
Aunque empezó interrogando los lazos familiales (Chaos, 1997), pronto amplió el campo de sus investigaciones literarias a la identidad francesa (Mariage mixte, 2000).
El mismo año de la publicación de Mariage mixte, en 2000, Weitzmann empieza una larga estancia en Israel de la cual vuelve con un relato sobre el fin del proceso de paz, Livre de guerre (2002).
Después publica una novela sobre los temas de la identidad, de la mundialización y del terrorismo, Une place dans le monde (2004) en la cual Le Nouvel Observateur ve "la primera gran novela americana de un novelista francés".
En 2008, publica Notes sur la terreur (Apuntes sobre el terror), un viaje de investigación a través de Oriente Medio, Serbia y Estados Unidos.
Sus últimas novelas están marcadas por un retorno a la realidad francesa y un marcado interés por las cuestiones sociales: Fraternité (2006), retrato violento de los suburbios franceses ha sido descrito por Bernard Pivot como "una novela negra sin cadáver".
Toma otra vez los suburbios como escenario en su novela Quand j'étais normal (2010) que habría podido llamarse según Yasmina Reza « Una historia de paranoia».
En agosto de 2013, Marc Weitzmann publica Une matière inflammable donde utiliza como tela de fondo el caso DSK. La novela es un retrato corrosivo del poder y de sus abusos.
En octubre de 2018, publica el ensayo Un temps pour haïr (publicado en inglés con el título de Hate) fruto de una investigación de cuatro años sobre el islamismo radical en Francia, sus vínculos con el colonialismo y el antisemitismo moderno.

## Polémicas
Varias polémicas jalonan la trayectoria de Marc Weitzmann. La primera concernía su familia y le enfrentó con su primo Serge Doubrovsky, autor del libro Le Livre brisé, cuando fue publicada la novela Chaos de Weitzmann, novela que desvíaba los códigos de la autoficción.
Otra polémica surge en la primavera de 2000 con la publicación de un artículo de Weitzmann contra Renaud Camus en Les Inrockuptibles. Sus acusaciones de antisemitismo contra Camus marcan el inicio del "caso Renaud Camus".
En otoño de 2000, la novela Mariage mixte, inspirada por el caso criminal Turquin, conoce el éxito debido al escándalo producido. Philippe Sollers defiende la novela y ve en él « una novela sobre la locura que consiste en buscar la razón en la locura».
En septiembre de 2001, la publicación en primera página de Le Monde de un artículo titulado "Houellebecq aspect de la France" que trata de las mutaciones del paisaje literario francés le enfrenta con la redacción de Les Inrockuptibles. Weitzmann abandona entonces el puesto de redactor en jefe de la sección literaria de Les Inrockuptibles.
Durante la campaña electoral de 2007, Marc Weitzmann sostiene la candidatura de Nicolas Sarkozy. Weitzmann explica su apoyo en un artículo publicado en Le Monde titulado "Sarkozy et la vieille haine antilibérale" ("Sarkozy y el viejo odio antiliberal"). Weitzmann también está de acuerdo con Sarkozy en temas como « la meritocracia».
Más recientemente, Weitzmann intervino en Libération con motivo de la polémica que oponía Claude Lanzmann a Yannick Haenel alrededor de Jan Karski.
En octubre de 2013, Marc Weitzmann es uno de los 19 signatarios del manifiesto « Touche pas à ma pute! Le manifeste des 343 "salauds"» que protesta contra las sanciones que podrían afectar los clientes de las prostitutas.
En enero de 2014, acusa de antisemitismo una pieza teatral, Une pièce sur le rôle de vos enfants dans la reprise économique mondiale puesta en escena en La Rochelle en el marco de actividades culturales subvencionadas por la Universidad y el Ayuntamiento.

## Citas
- "Los novelistas no están para expresar convicciones sino para buscar en sus basuras íntimas, sacar de ahí ecuaciones existenciales que sean, si puede ser, universales y llevarlas al punto de incandescencia por medio de la imaginación. Y el carburante de esa imaginación contiene un elemento de salvajismo asocial que hay que saber mantener".
- "La ficción es lo contrario del psicoanálisis. En el psicoanálisis se intenta reducir los conflictos para que la existencia sea posible; en la ficción es lo contrario. Se exagera todo. Lo convertimos todo en insoportable."

## Obras

### Novelas
- Une matière inflammable, Paris, Stock, 2013.
- Quand j'étais normal, Paris, Grasset, 2010.
- Fraternité, Paris, Denoël, 2006; éd. poche, Paris, 10/18, 2008.
- Une place dans le monde, Paris, Stock, 2004; éd. poche, Paris, Livre de Poche, 2005.
- Mariage mixte, Paris, Stock, 2000; éd. poche, Paris, Le Livre de poche, 2002.
- Chaos, Paris, Grasset, 1997; éd. poche, Paris, Gallimard, coll. Folio, 1999.
- Enquête, Arlés, Actes Sud, 1996.

### Ensayos
- Hate, Houghton Mifflin Harcourt, 2019 (versión estadounidense de Un temps pour haïr)
- Un temps pour haïr, Grasset, 2018
- Notes sur la terreur, Flammarion, 2008
- 28 raisons de se faire détester, Stock, 2002. Recopilación de crónicas literarias que incluye la que provoca "el caso Renaud Camus".
- Livre de guerre, Stock, 2001 (Livre de Poche, 2002)
- 1968, Magnum dans le monde, Hazan, 1998. Marc Weitzmann es el autor de un texto en este libro de fotografías publicado en el 30 aniversario de Mayo 68.

### Traducciones
- Charles Wohlforth, La baleine et le supercalculateur. Enquête sur le réchauffement climatique, traducido del inglés por Marc Weitzmann, Paulsen, 2008.
- David Rieff, Mort d'une inconsolée. Les derniers jours de Susan Sontag, traducido del inglés por Marc Weitzmann, Climats, 2008.
- Andrew Ervin, L'incendie de la maison de George Orwell, traducido del inglés por Marc Weitzmann, Editions Joëlle Losfeld, 2016